# Raymond Nonnat
Raymond Nonnat (catalan : Sant Ramon Nonat, espagnol : San Ramón Nonato), vers 1204-1240, religieux de l'ordre de la Merci, a été le deuxième maître de l'ordre à la suite de saint Pierre Nolasque. Il a été canonisé comme confesseur de la foi.

## Vie
Né vers 1204 à Portell (aujourd'hui Sant Ramon) en Catalogne, il fut surnommé nonnat (du latin non natus, c'est-à-dire "non-né"), parce qu'il naquit de justesse après la mort en couches de sa mère. Son père, allié aux maisons de Foix et de Cardon, refusant l'idée d'avoir perdu à la fois son épouse et son enfant, demanda à un membre de la famille d'ouvrir de son poignard le ventre de sa femme morte, ce qui permit ainsi la naissance de l'enfant, en quelque sorte par césarienne.
Ordonné prêtre en 1222, à l'âge de 18 ans, le jeune Raymond entra dans l'ordre de la Merci, dit ordre des Mercédaires, qui venait en aide aux chrétiens prisonniers des Sarrasins en Afrique du Nord et réduits en esclavage. La règle de l'ordre voulait que les moines mercédaires prennent librement et volontairement la place des esclaves chrétiens et tiennent lieu d'otages, tant que l'argent de la rançon ne pouvait pas être rassemblé.
C'est ainsi que saint Raymond se livra lui-même aux Sarrasins pour obtenir la libération de plusieurs captifs esclaves. Il fut traité durement, sans ménagements. Malgré tout, il en profita pour encourager et évangéliser ses compagnons d'infortune, et pour baptiser quelques Musulmans qui s'étaient convertis. Devant ces actes, ses geôliers le fouettèrent au sang, lui percèrent les lèvres au fer rouge et y mirent un cadenas qui n'était ôté de ses lèvres que quand on voulait bien lui donner à manger.
Saint Pierre Nolasque, fondateur de l'ordre Mercédaire, réussit enfin à réunir la rançon exigée, et Raymond put alors rentrer en Espagne. C'est alors que le pape Grégoire IX l'appela pour qu'il aille rencontrer Saint Louis et qu'il l'encourage à partir en croisade. 
Pour ses mérites personnels et son service de l'Église, le pape le créa cardinal. Mais Raymond, épuisé de tant de peines et d'épreuves, mourut en 1240, à 36 ans, près de Barcelone, avant d'avoir pu arriver à Rome pour recevoir le chapeau cardinalice.

## Canonisation, fête et patronage
Saint Raymond Nonnat a été canonisé par le pape Alexandre VII en 1657. Sa fête a été fixée au 31 août.
Il est le saint patron des femmes enceintes et des sages-femmes.

## Sources
- Prions en Église - Numéro 248 - page 19 - Éditions Bayard